# Senzala
 (avril 2019).

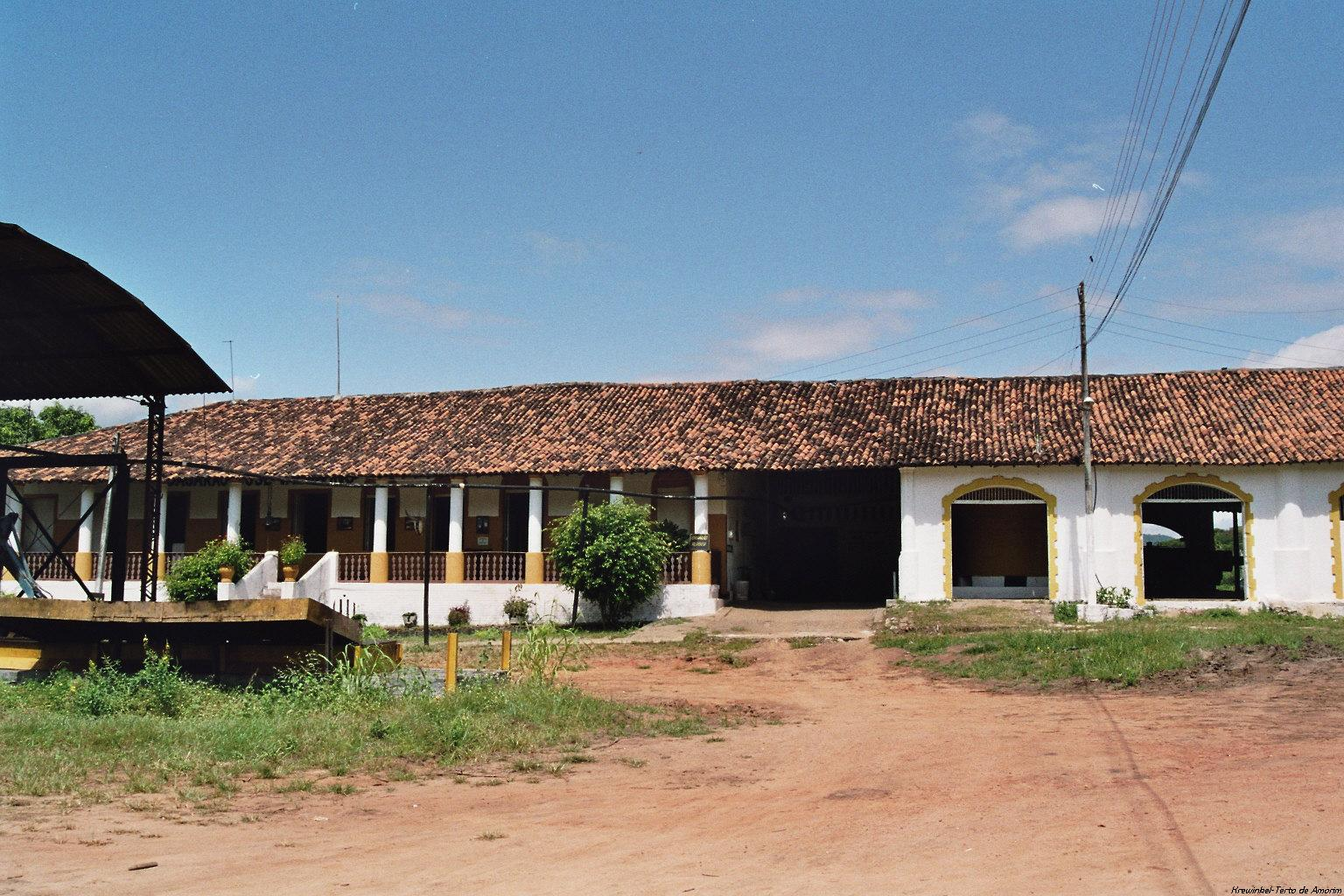
Musée Senzala Negro Liberto à Ceará dans le nord-est du Brésil

Une senzala était un grand logement destiné aux esclaves qui travaillaient à l'époque du Brésil colonial dans les fabriques de canne à sucre et les fazendas ou servaient dans la maison de leurs maîtres.
Au XIXe siècle, Morais signalait le mot comme un brésilianisme : la maison des esclaves noirs ou une maison qui lui ressemblait, très simple et solide, couverte de tuiles ou de chaume. C'était ce que Joaquim Nabuco appelait « le grand pigeonnier noir ». Comme toponyme le terme était connu depuis la seconde moitié du XVIe siècle. L'origine est africaine, le sens était le même que « demeure » ou « habitation » en langue kimbundu. Devant la senzala il y avait toujours un grand tronc avec une corde pour attacher et fouetter les noirs condamnés au pilori.
Comme les noirs étaient considérés par les Européens comme des êtres maudits de Dieu et dépourvus d'âme, les propriétaires des fazendas s'estimaient en droit de les punir, croyant même qu'en agissant ainsi ils s'attireraient une bénédiction de Dieu, sans parler de la peur qu'ils inspiraient ainsi aux enfants esclaves, puisque les punitions étaient toujours exécutées en présence de tous les habitants de la senzala.
Les senzalas avaient de grandes fenêtres avec de grandes grilles et ceux qui y logeaient n'en sortaient que pour travailler et faire la cueillette. En pratique, les esclaves dormaient toujours sur de la paille ou à même le sol. Les hommes étaient logés séparément des femmes et des enfants.
Actuellement, quelques fazendas de café situées dans la région du Sud-Est conservent encore des senzalas que les touristes peuvent visiter. Dans la Vallée du Paraíba, par exemple, on trouve de nombreuses propriétés agricoles qui sont utilisées pour le tournage de telenovelas, surtout dans les localités fluviales de Vassouras et Valença.
L'expression brésilienne « avoir un pied dans la senzala » signifie être descendant d'esclaves.
Cette expression est également devenue le nom d'un groupe de capoeira, Senzala, mondialement connu.